# Clarques
Clarques korábbi község Franciaországban, Pas-de-Calais megyében. Lakosainak száma 309 fő (2018. január 1.). Clarques Ecques, Thérouanne, Inghem, Mametz, Saint-Augustin és Herbelles községekkel határos.
2016. január 1-jén Rebecques korábbi községgel egyesült és az így létrejött Saint-Augustin új község része lett.

## Népesség
A település népességének változása:
| Lakosok száma | 274  | 254  | 238  | 206  | 231  | 271  | 306  | 306  | 310  | 309  |
|               | 1962 | 1968 | 1975 | 1982 | 1990 | 2008 | 2013 | 2015 | 2017 | 2018 |